# Аселий Емилиан
Азелий Емилиан (на латински: Asellius Aemilianus, на гръцки: Ἀσέλλιος Αἰμιλιανός; † 193, Кизик) e римски сенатор и управител на провинциите Азия, Тракия и Сирия. През втората година на четиримата императори 193 г. той подпомага Песцений Нигер (упр. 193 – 194 г.).

## Политическа кариера
При Марк Аврелий между 176 и 180 г. той е управител (legatus Augusti pro praetore) на провинция Тракия. От този период са запазени надписи с негово име от Сердика (дн. София), Августа Траяна (дн. Стара Загора) и вероятно Емпориум Дискодоротера (дн. с. Гостилица). Участва и в издаването на монетни емисии чрез градската управа на Пауталия (дн. Кюстендил).
През 177 или 180 г. е суфектконсул. През 188 г. е управител на Сирия, важна провинция, където са стационирани два легиона III Галски и IV Скитски легион. През 192/193 г. е проконсул за управлението на провинция Азия и отговаря за западната част на Мала Азия. Там попада между фронтовете на Гражданската война, която избухва след смъртта на император Пертинакс. Азелий се опитва в началото да бъде неутрален в конфликта между роднината му Клодий Албин, Септимий Север и неговия наследник като управител на Сирия Песцений Нигер. Когато Септимий Север поема контрола над Рим и се отправя на Изток, Азелий решава да вземе страната на Нигер, който го изпраща с войска от легионери и доброволци в Кизик на южния бряг на Мраморно море. Там Азелий не успява да спре пристигането на войската на Север. При опит да избяга от бойното поле е убит. След смъртта му името му е подложено на дамнацио от надписите в провинция Тракия.